# ورزشگاه وارن مک‌گرک آلومنای

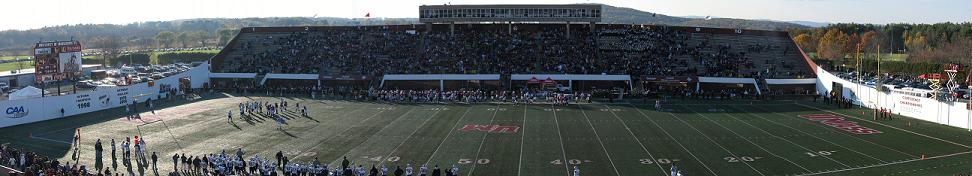
نمایی از ورزشگاه وارن مک‌گرک آلومنای در ایالت ماساچوست - ۲۰۰۸

ورزشگاه وارن مک‌گرک آلومنای (به انگلیسی: Warren McGuirk Alumni Stadium) با ظرفیت ۱۷٬۰۰۰ نفر در شهر هادلی ایالت ماساچوست واقع شده‌استو دارای زمین چمن می‌باشد.